# Saccoloma amblylobum
Saccoloma amblylobum là một loài dương xỉ trong họ Saccolomataceae. Loài này được Prantl mô tả khoa học đầu tiên năm 1892.
Danh pháp khoa học của loài này chưa được làm sáng tỏ. 